# Никольский сельский округ (Восточно-Казахстанская область)
Никольский сельский округ — административно-территориальное образование в Зыряновском районе Восточно-Казахстанской области.

## Населённые пункты
В состав Никольского сельского округа входит 4 села:
- Никольск (654 жителя)
- Бородино (645 жителей)
- Кремнюха (231 житель)
- Алтайка (51 житель).

Аким округа — Жаксылыков Роллан Маратович.

## Экономика
В округе работают 3 ТОО: «Никольское», «Кремнюшинское» и «Бородино», а также 16 крестьянских
хозяйств. Сельскохозяйственные предприятия округа выращивают зерновые и подсолнечник.
На частном подворье население выращивает КРС, свиней, птицу, пчёл.
В селах Никольск и Бородино расположены средние школы, а в с. Кремнюха — основная средняя
школа.